# Елдрідж (Алабама)
Елдрідж (англ. Eldridge) — місто (англ. town) в США, в окрузі Вокер штату Алабама. Населення — 136 осіб (2020).

## Географія
Елдрідж розташований за координатами 33°55′19″ пн. ш. 87°37′12″ зх. д. / 33.92194° пн. ш. 87.62000° зх. д. (33.922018, -87.620108). За даними Бюро перепису населення США в 2010 році місто мало площу 1,81 км², уся площа — суходіл.

## Демографія
Згідно з переписом 2010 року, у місті мешкало 130 осіб у 48 домогосподарствах у складі 34 родин. Густота населення становила 72 особи/км². Було 62 помешкання (34/км²).
Расовий склад населення:
| - 97,7 % — білих - 0,8 % — чорних або афроамериканців |

До двох чи більше рас належало 1,5 %. Частка іспаномовних становила 0,0 % від усіх жителів.
За віковим діапазоном населення розподілялося таким чином: 27,7 % — особи молодші 18 років, 51,5 % — особи у віці 18—64 років, 20,8 % — особи у віці 65 років та старші. Медіана віку мешканця становила 41,3 року. На 100 осіб жіночої статі у місті припадало 136,4 чоловіків; на 100 жінок у віці від 18 років та старших — 129,3 чоловіків також старших 18 років.
За межею бідності перебувало 37,8 % осіб, у тому числі 30,8 % дітей у віці до 18 років та 0,0 % осіб у віці 65 років та старших.
Цивільне працевлаштоване населення становило 70 осіб. Основні галузі зайнятості: роздрібна торгівля — 21,4 %, оптова торгівля — 18,6 %, освіта, охорона здоров'я та соціальна допомога — 11,4 %, будівництво — 11,4 %.